# Fatah al-Intifada
Fatah al-Intifada (arab. فتح الانتفاضة) – palestyńska organizacja nacjonalistyczna.

## Historia
Powstał w 1983 roku w wyniku rozłamu wewnątrz al-Fatah. Twórcą grupy był Abu Musa. Fatah al-Intifada przeciwny był Jasirowi Arafatowi oraz Organizacji Wyzwolenia Palestyny i zajmował stanowisko prosyryjskie. W latach 80. zdołał odebrać al-Fatahowi część bojowników, obecnie jednak ma marginalne znaczenie.
W 1985 roku przyłączył się do Palestyńskiego Frontu Ocalenia Narodowego, a w 1993 roku do Połączonych Sił Palestyńskich.
W 2006 roku organizację opuściła grupa od 400 do 500 bojowników, którzy założyli fundamentalistyczny Fatah al-Islam.
W syryjskiej wojnie domowej Fatah al-Intifada poparła prezydenta Baszszara al-Asada. Bojownicy w trakcie konfliktu walczyli z dżihadystami z Dżabhat an-Nusra.
Fatah al-Intifada posiada struktury w Libanie, Syrii i Jordanii. Odgrywa niewielką rolę na terytoriach palestyńskich.

## Ideologia
Celem formacji jest niepodległość Palestyny. Fatah al-Intifada przeciwny jest wszelkim negocjacjom z Izraelem.

## Wsparcie zagraniczne
Fatah al-Intifada liczyć może na wsparcie syryjskiego rządu.